# Ourapteryx variolaria
Ourapteryx variolaria là một loài bướm đêm trong họ Geometridae.

## Hình ảnh

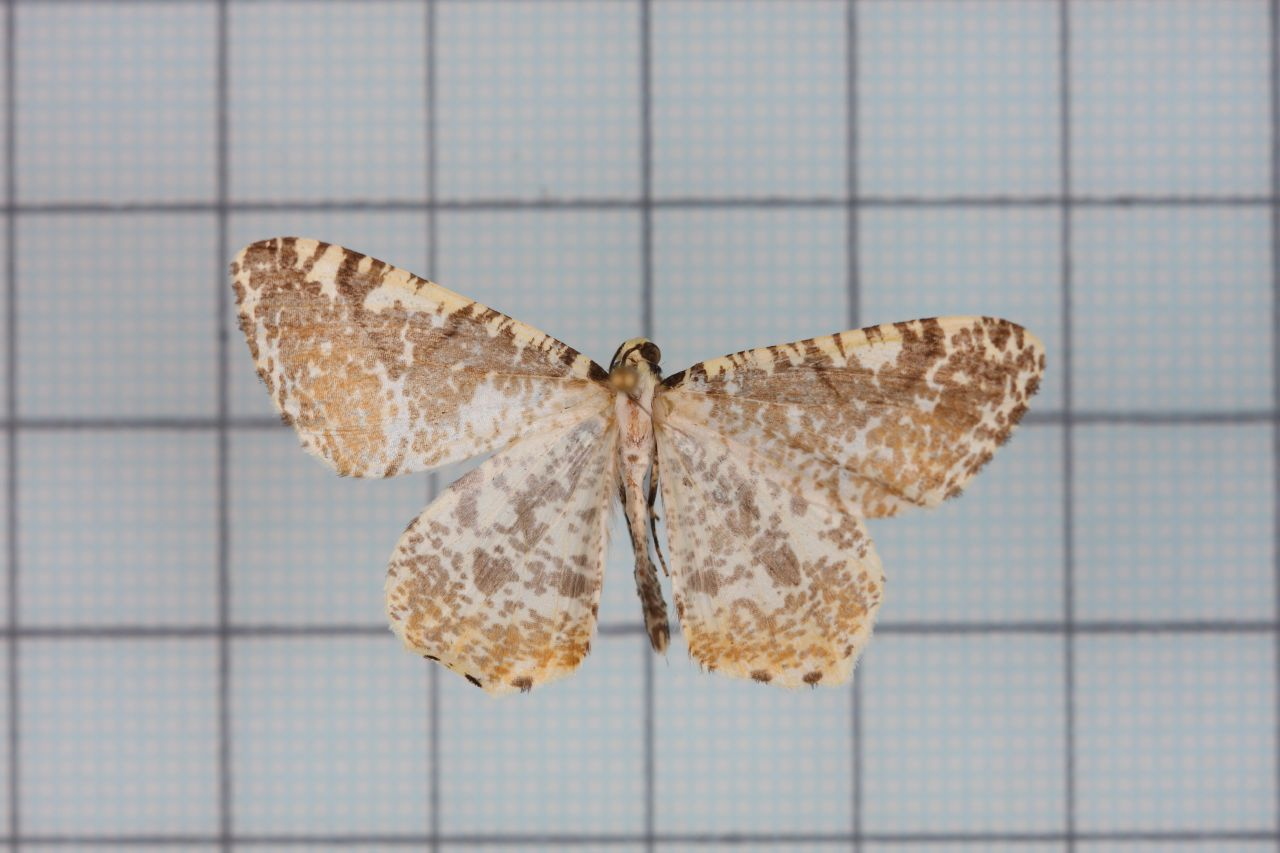
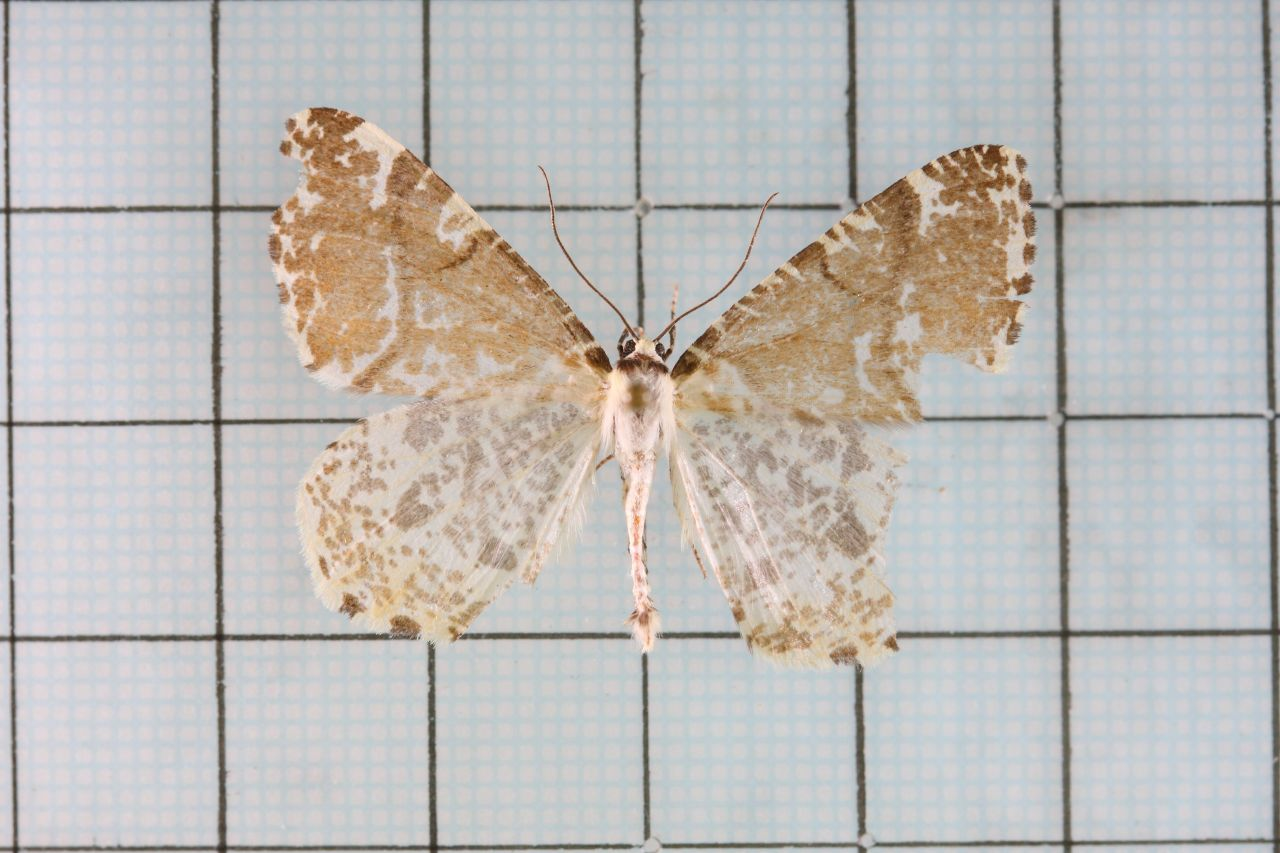